# Camden Market

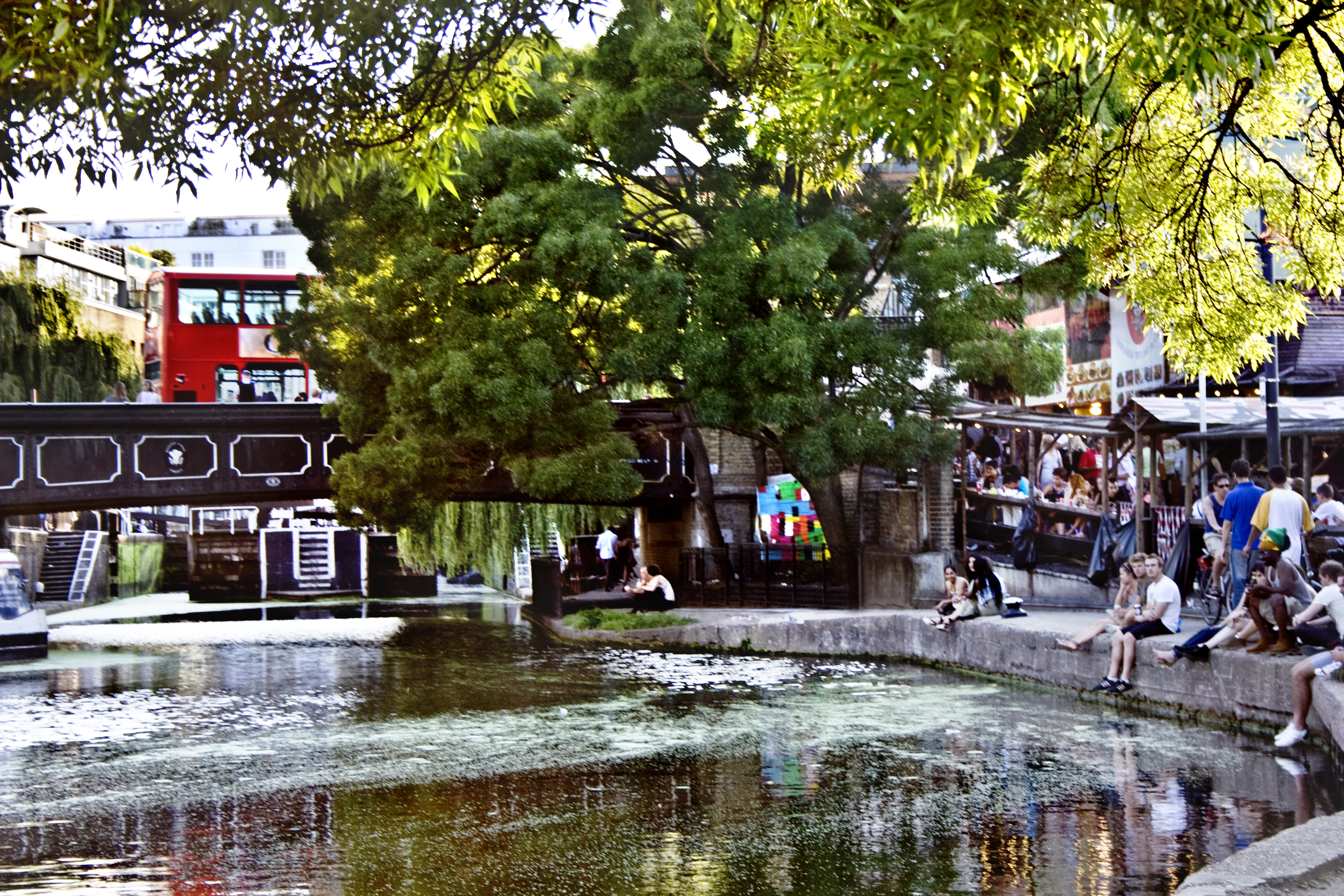
Camden Market

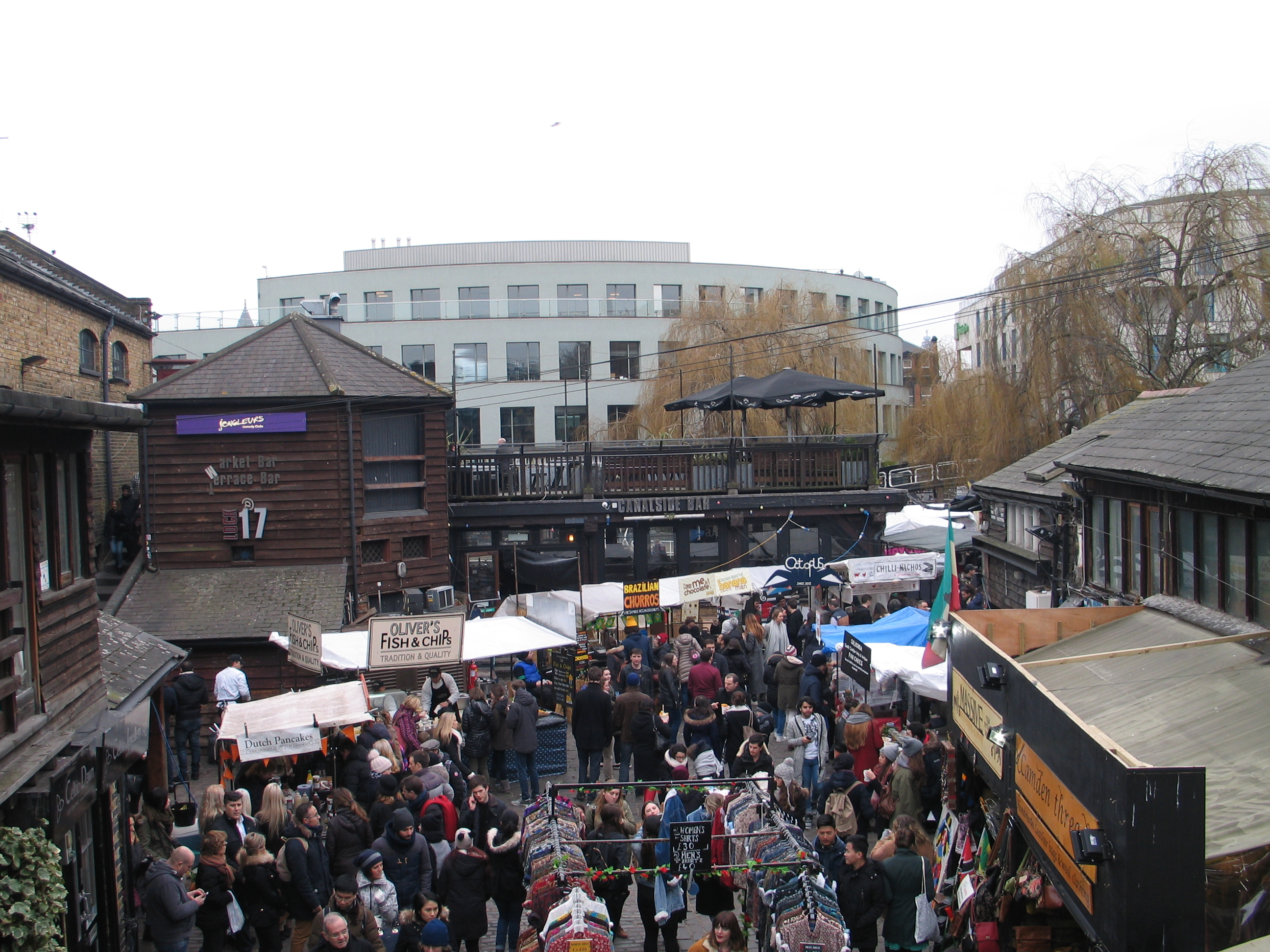
Utsikt över en del av Camden Market.

Camden markets är ett antal sammanhängande marknader i Camden Town nära Hampstead Road och slussen vid Regents Canal (vanligen omtalad som Camden Lock). Marknaden brukar omtalas som "Camden Market" eller "Camden Lock". Bland de olika produkter som säljs i salubodarna är bland annat konsthantverk, tyg, antikviteter och snabbmat. Marknaden är en av de fyra mest populära turistattraktionerna i London, eftersom omkring 100 000 personer besöker platsen varje helg.

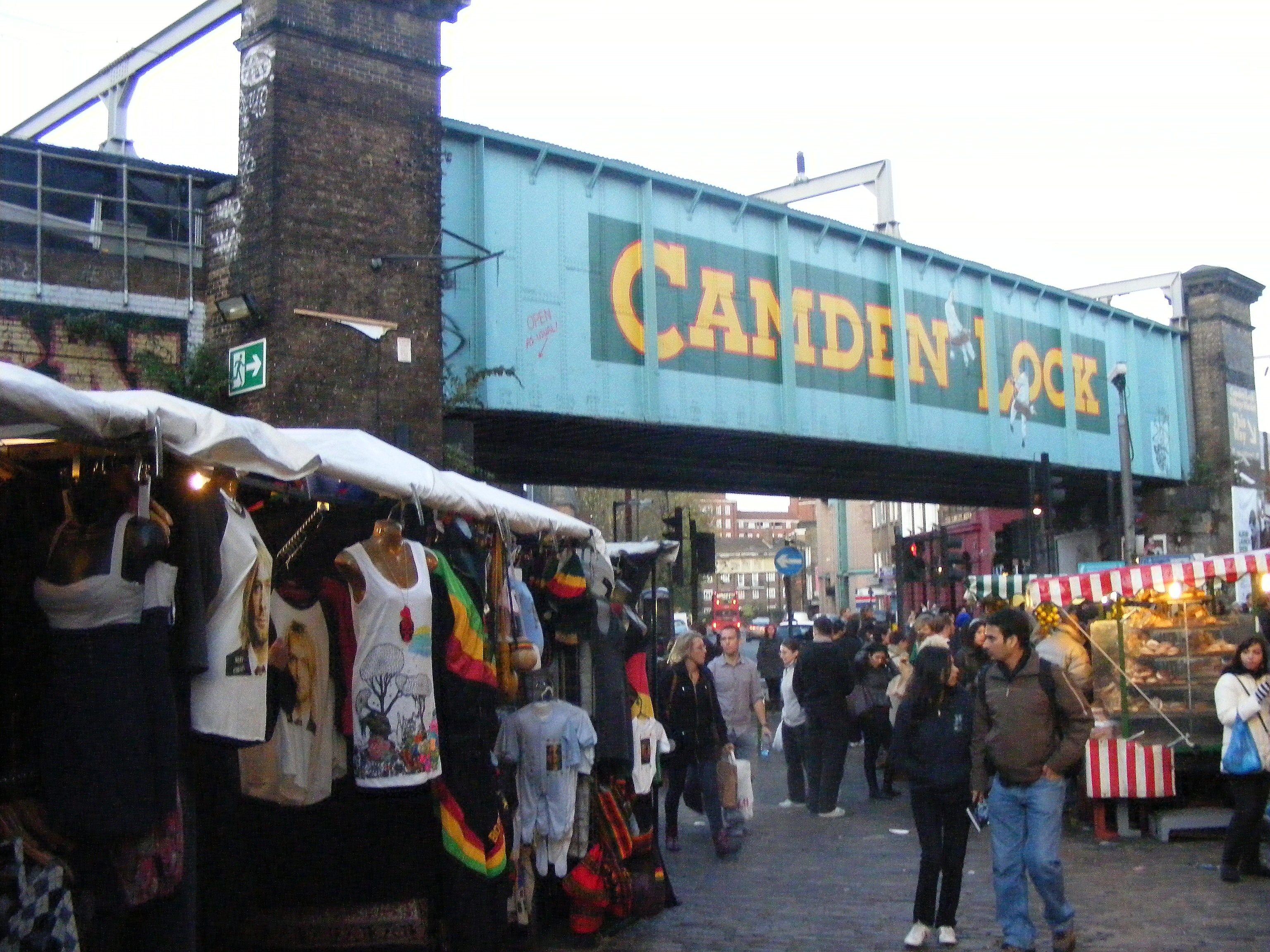
Ingången till marknaden vid Chalk Farm Road

## De olika marknaderna
Camden Market består av sex marknader som ligger tätt intill varandra, men organiseras separat:
- Camden Lock Market – fokuserar på konsthantverk, oftast inomhus
- Stables Market – den största av de sex, huvudsakligen tyg och möbler, men också en del annat
- Camden Canal Market – utomhusmarknad, huvudsakligen tyg
- Buck Street Market – utomhusmarknad, huvudsakligen tyg
- Electric Ballroom – inomhusmarknad, hålls lördag och söndag
- Inverness Street – traditionell gatumarknad

## Historia
Sedan början av 1900-talet har det funnits en liten matvarumarknad på Inverness Street i Camden Town. Från 1974 började det att hållas marknader med konsthantverk varje söndag nära Camden Lock, och det utvecklade sig till ett större komplex av marknader. De marknader som ursprungligen bara bestod av tillfälliga stånd, utvecklade sig till mera permanenta bodar och fasta butiker. Den traditionella Inverness Street-marknaden började mista platser för stånd, när ett lokalt snabbköp öppnade, och halvvägs genom 2013 var alla ursprungliga stånd försvunna, och hade blivit ersatta av de nuvarande bodarna.
Marknaden hölls ursprungligen bara på söndagar, vilket även fortsättningsvis är den primära handelsdagen. På lördagar öppnar många i alla fall, och ett antal av de säljarna har öppet hela veckan, liksom de som har fasta butiker.
Sedan 2014 har den israeliske miljardären Teddy Sagi köpt upp fastigheterna Camden Markets, och i mars 2015 ägde han fyra av de sex sektionerna i marknaden. Det uppgavs samtidigt att Sagi planerade att investera omkring 300 miljoner pund för att utveckla marknadssområdet 2018.

## Branden i juli 2017
10 juli 2017 utbröt en brand strax efter midnatt i Camden Lock Market. Över 70 brandmän deltog i insatsen och de hade efter tre timmar fått branden under kontroll.